# Від'ємний і додатний нуль
−0 і +0 — від'ємний і додатний нуль — у математиці, в граничному численні, умовні позначення від'ємного і додатного нескінченно малого числа.
Слід зазначити, що чисел «від'ємний нуль» і «додатний нуль» у звичайному сенсі не існує. Скоріш, це деякі абстракції, що зображають нескінченно малу послідовність, яка збігається до нуля, відповідно, ліворуч (з боку від'ємних чисел) або праворуч (з боку додатних чисел).
Потреба у запровадженні додатного і від'ємного нулів виникає при аналізі функцій, які мають розриви в певних точках.

## Приклад
Для гіперболічної функції: {\displaystyle \;f(x)=1/x}
{\displaystyle \;f(-0)=-\infty }
{\displaystyle \;f(+0)=+\infty }

## Застосування на практиці
Неформально можна використовувати позначення "-0" для від'ємного значення, яке було округлено до нуля. Такий запис може бути корисним, коли від'ємний знак має значення , наприклад, при підрахунку за Цельсієм температур, де знак "мінус" означає "нижче нуля".
У статистичній механіці іноді використовують від'ємні температури для опису систем з інверсією, який можна вважати, що температура більше плюс нескінченності. В такому сенсі температура "мінус нуль" більша, ніж будь-яка інша від'ємна температура, відповідно до (теоретичного) максимуму можливої міри інверсії.